# Complejo de Equitación Eduardo Cuevas Valdés
El Complejo de Equitación Eduardo Cuevas Valdés es una instalación deportiva que forma parte del Complejo Deportivo San Carlos de Apoquindo ubicado en la comuna de Las Condes en la Región Metropolitana de Santiago (Chile). Su propietario es el Club Deportivo Universidad Católica y es sede de las actividades del equipo de equitación del CDUC.
Está integrado al Club House UC, junto al complejo de tenis. En 2013, su Jardín de Saltos se bautizó con el nombre de Américo Simonetti. Simonetti integró al club por más de 50 años representando también a la Selección Chilena de equitación y participó en tres Juegos Olímpicos, y fue considerado el mejor deportista de Chile en 1963.

## Historia
La rama de equitación fue fundada en 1944 por iniciativa de un grupo de estudiantes de la Pontificia Universidad Católica de Chile. Sus primeras instalaciones se ubicaban en Antonio Varas, Santiago. Tras la construcción del Complejo Deportivo Santa Rosa de Las Condes, las actividades de la equitación se trasladaron a las canchas de equitación y jardín de saltos del lugar.Con motivo del afianzamiento y crecimiento institucional, la equitación UC emigró a la zona precordillerana de Santiago, en San Carlos de Apoquindo, con la inauguración de un complejo propio para esa disciplina en 1983.
En las canchas del complejo se han desarrollado eventos como el Americas Jumping Championship, uno de los torneos más relevantes a nivel sudamericano en categoría infantil, y torneos internacionales como el Gran Concurso Hípico Internacional CDUC. En el ámbito nacional, ha sido escenario del Campeonato Nacional de Adiestramiento,del Concurso Oficial de Salto, entre otros.

## Remodelaciones
En 2016, se inauguró la nueva cancha del complejo "Félix Halcartegaray Reyes", en honor al quien fuera presidente por 10 años de la rama de equitación. Esta cancha de salto de alto fue construida por la empresa alemana Dammann.La cancha fue la primera en tener tecnología de irrigación subterránea en Latinoamérica.
Tuvo una construcción de primer nivel, con arena de geotextil y sílice con irrigación subterránea automática especial para la alta competencia, compuesta por un 98% de sílice, el sistema de riego instalado además evita las lesiones de los caballos. Para la inauguración de la nueva cancha se llevó a cabo el Concurso Internacional de Salto UC, donde participaron otras delegaciones de Brasil, Uruguay, Perú y Ecuador.

## Instalaciones
Alberga una superficie de 10,359,76 metros cúbicos. El recinto cuenta con 3 canchas de arena y una de césped, además iluminación led, picaderos, pesebreras, y mejores condiciones de seguridad para los binomios.
El área de entrenamiento comprende:
- Cancha 1 "Félix Halcartegaray Reyes".
  - Cancha de arena.
- Cancha 2 y 3.
  - Cancha de arena.
- Cancha 4
  - Cancha de césped.
- 2 picaderos.
  - 1 picadero para la escuela de equitación
  - 1 picadero para socios
- 214 pesebreras.
  - 174 picadero para la escuela de equitación
  - 40 picadero para socios
- Salto a la mano.
- Dos troyas.